# Calixtus III (motpåve)
Calixtus III, född Giovanni, död cirka 1183 i Benevento, var motpåve från den 20 september 1168 till den 29 augusti 1178 och abbot av Struma.
Han blev utsedd till pseudokardinalbiskop av Albano av motpåven Viktor IV. Calixtus III uppställdes av Fredrik Barbarossa som motpåve mot påven Alexander III.